# Psilocybe subaeruginosa
Psilocybe subaeruginosa är en svampart som beskrevs av Cleland 1927. Psilocybe subaeruginosa ingår i släktet slätskivlingar och familjen Strophariaceae.   Inga underarter finns listade i Catalogue of Life.

## Källor

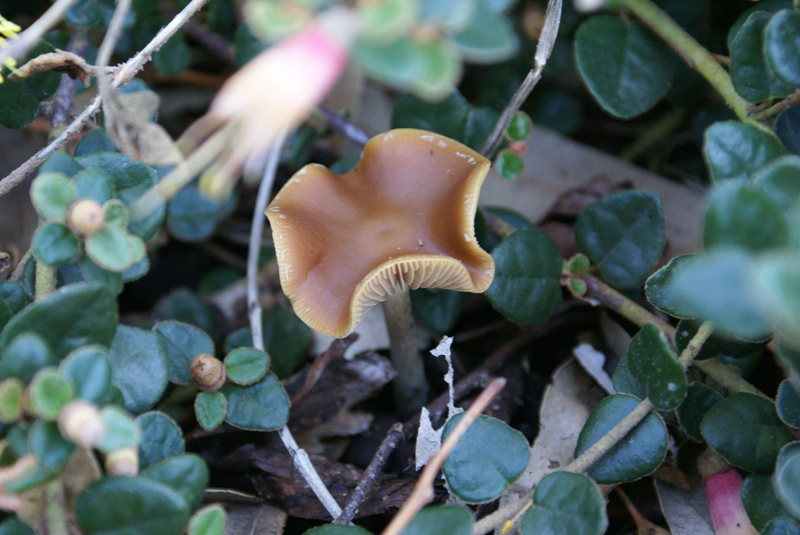
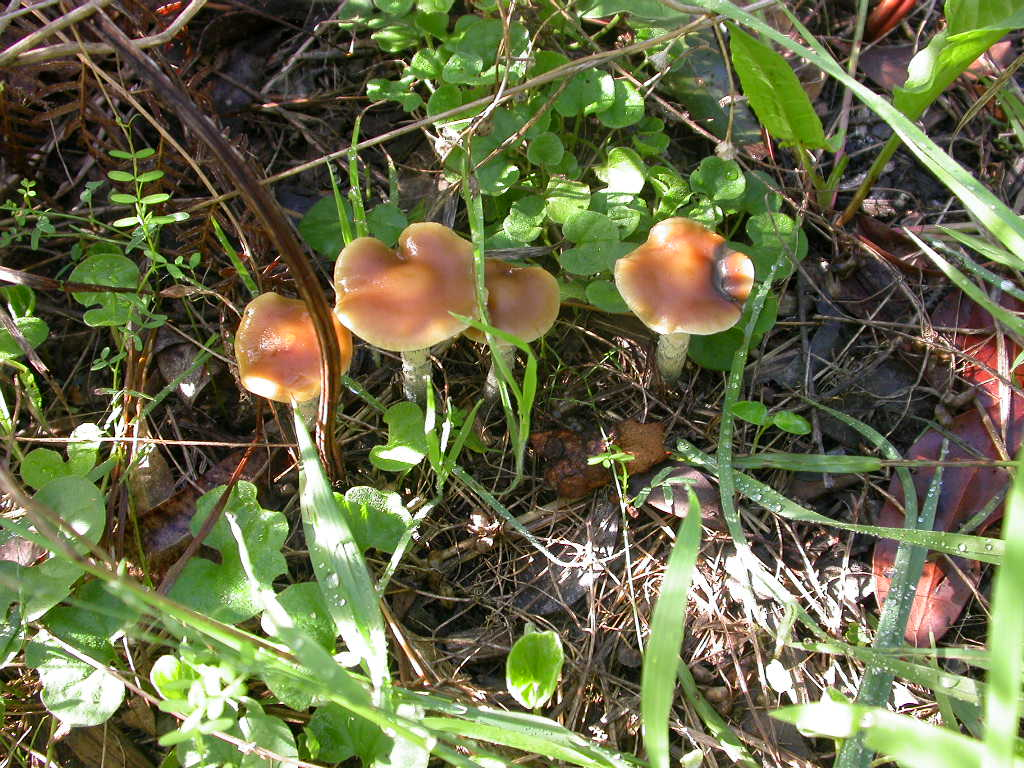
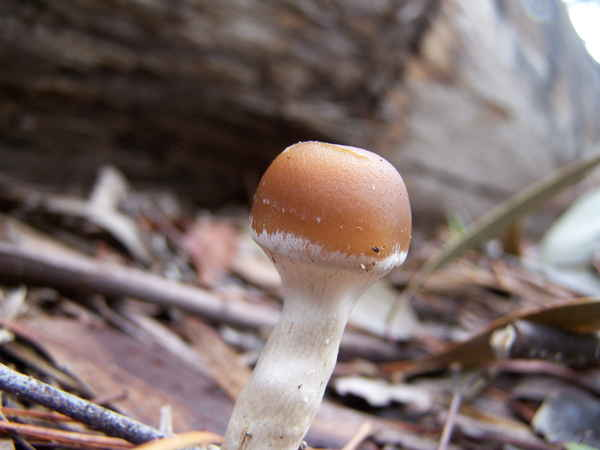
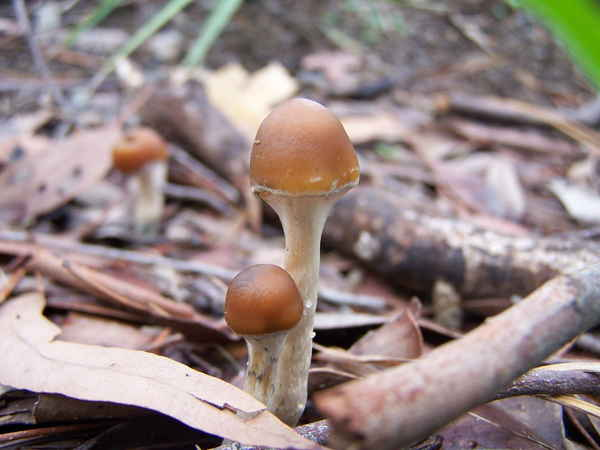
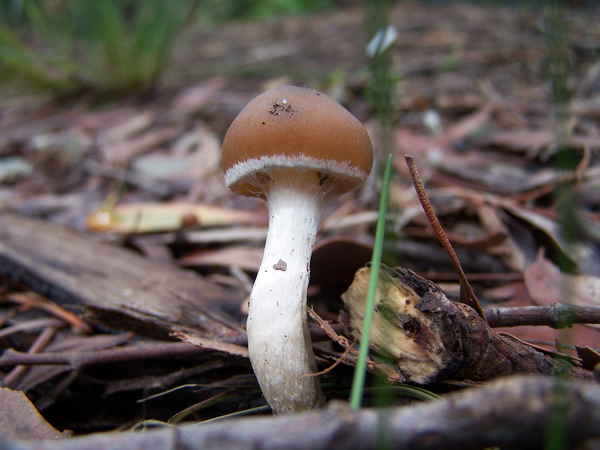
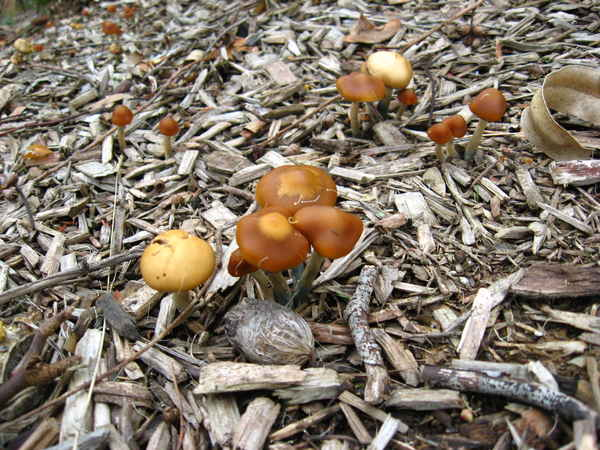
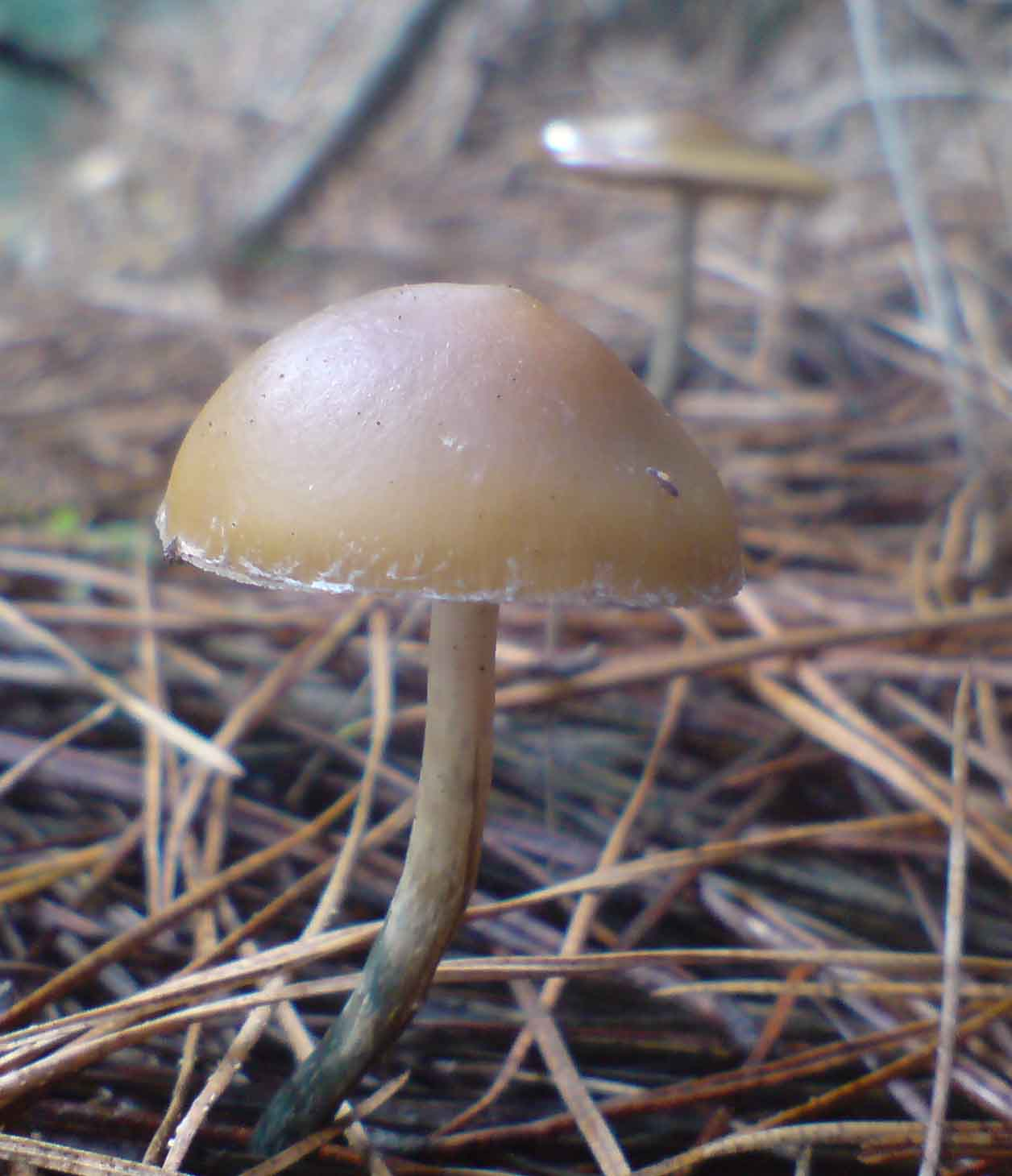
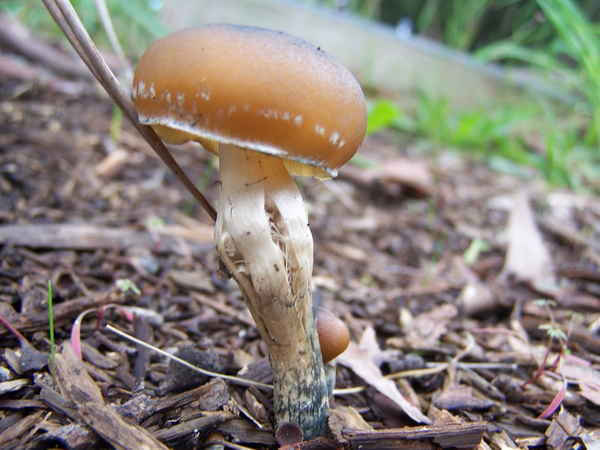